# Vodopád Hostačovky
Vodopád Hostačovky nebo také Malý vodopád se nachází na říčce Hostačovce těsně nad jejím ústím do řeky Doubravy. Geomorfologicky náleží do Čáslavské kotliny a katastrálně k obci Žleby.
Vodopád je umělý, původně tekla Hostačovka západně o zámku, kde stále část její vody teče. Původně ústila do Doubravy pod dnešní restaurací Na hrázi. Vodopád vznikl převedením části vod Hostačovky přes skalní práh v 18. století z důvodu romantických krajinářských úprav v okolí žlebského zámku.